# Karl Johanson (högerpolitiker)
Karl Emil Johanson (i riksdagen kallad Johanson i Faleberg), född 9 juli 1876 i Larvs församling, Skaraborgs län, död där 7 juli 1954, var en svensk lantbrukare och högerpolitiker.
Johanson var ledamot av riksdagens första kammare från 1934, invald i Skaraborgs läns valkrets.

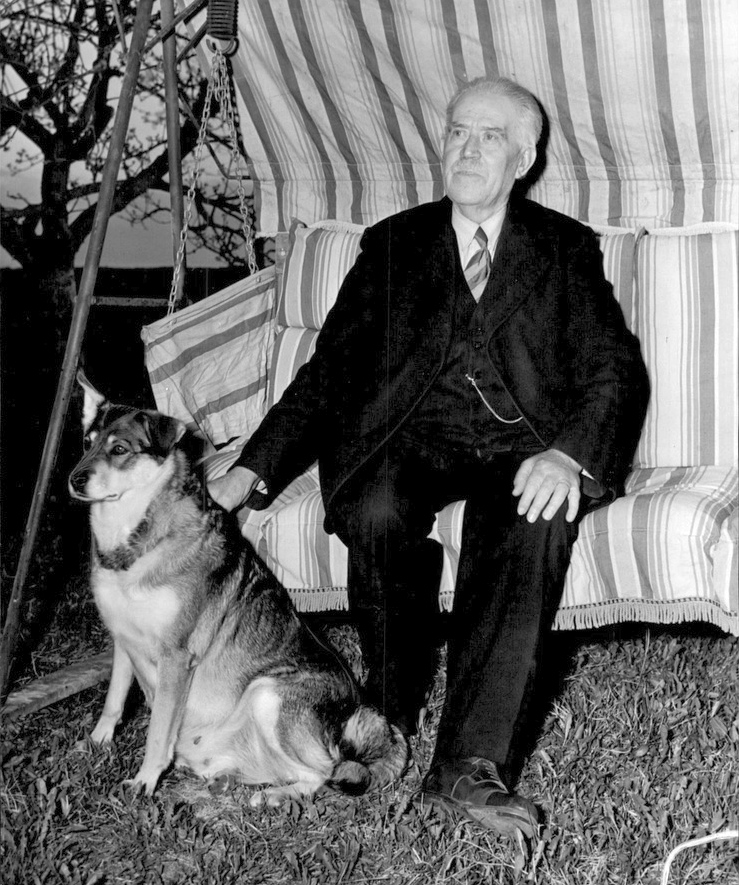
Efter sin pensionering fortsatte Johanson att propagera mot kommunsammanslagningarna som han ansåg hade gått för långt.